# University of Baltimore
Die University of Baltimore (UB oder Ubalt) ist eine Universität in Baltimore im US-Bundesstaat Maryland. Die Hochschule wurde 1925 gegründet.

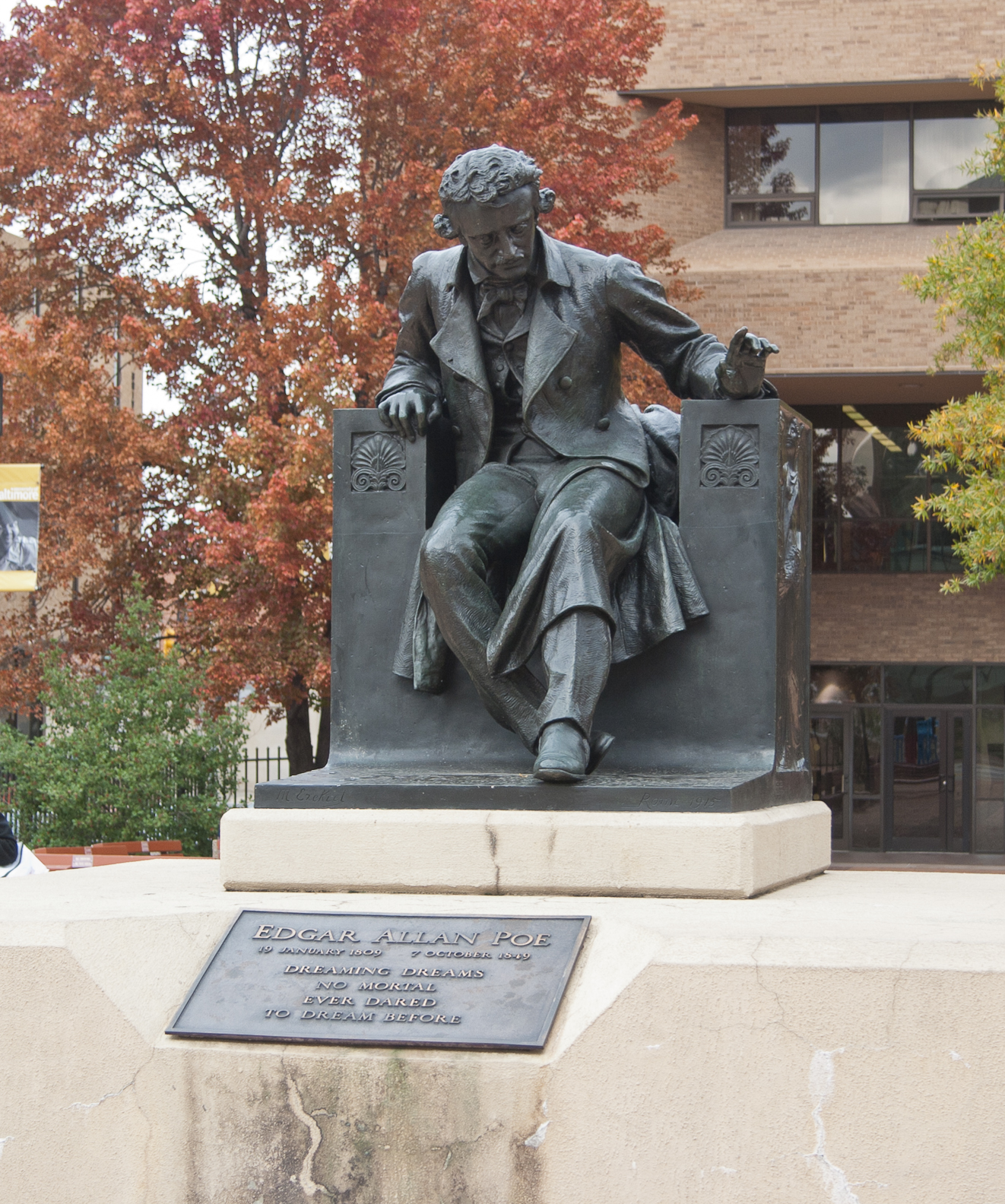
Statue: Edgar Allan Poe

Die Sportteams der UB sind die Bees.

## Zahlen zu den Studierenden
Im Herbst 2020 waren 4.169 Studierende eingeschrieben (2014: 3.426). Davon strebten 1.899 (45,6 %) ihren ersten Studienabschluss an, sie waren also undergraduates. Von diesen waren 58 % weiblich und 42 % männlich; 5 % bezeichneten sich als asiatisch, 47 % als schwarz/afroamerikanisch und 8 % als Hispanic/Latino. 2.270 (54,4 %) arbeiteten auf einen weiteren Abschluss hin, sie waren graduates.

## Persönlichkeiten
- Spiro Agnew (1918–1996), Politiker[4]
- Carville Benson (1872–1929), Politiker
- William P. Bolton (1885–1964), Politiker
- Taylor Branch (* 1947), Professor an der UB, Autor und Historiker
- J. Joseph Curran (* 1931), Politiker[5]
- Red Holzman (1920–1998), Basketballspieler und -trainer
- Jeffrey Kluger (* 1954), Journalist, TIME Magazine
- Dutch Ruppersberger (* 1946), Politiker[6]
- William Donald Schaefer (1921–2011), Politiker, Gouverneur von Maryland